# Во, Скотт
Скотт Во (род. 22 августа 1970) — американский кинорежиссёр, продюсер и бывший исполнитель каскадёров, наиболее известный по режиссуре военного фильма «Закон доблести» 2012 года с Майком МакКоем. Он также снял экранизацию фильма «Жажда скорости». Он получил награду «10 режиссеров, которых стоит посмотреть» на Международном кинофестивале в Палм-Спрингс в 2012 году.
Он младший брат каскадёра и режиссёра Рика Романа Во. Бывший каскадёр (вышел на пенсию в 35 лет в 2005).

## Фильмография
Кино
| Год  | Название       | Режиссёр | Продюсер | Монтажёр | Распространитель |
| ---- | -------------- | -------- | -------- | -------- | ---------------- |
| 2012 | Закон доблести | Да       | Да       | Да       | Relativity Media |
| 2014 | Жажда скорости | Да       | Да       | Да       | Disney           |
| 2023 | Круче некуда   | Да       | Да       | Нет      | XYZ Films        |
| 2023 | Неудержимые 4  | Да       | Нет      | Нет      | Lionsgate        |

Интернет
| Год  | Название           | Режиссёр | Продюсер | Монтажёр | Распространитель  |
| ---- | ------------------ | -------- | -------- | -------- | ----------------- |
| 2017 | На глубине 6 футов | Да       | Да       | Да       | Momentum Pictures |